# Yousef Munayyer
Yousef Munayyer (arabul: يوسف منيّر) palesztin amerikai író, politikai elemző. Székhelye Washington, DC. Munayyer Izraelben, Lod városában született. Az Amerikai Kampány a Palesztin Jogokért ügyvezető igazgatója. Korábban ő vezette a Jeruzsálemi Alapot az Oktatásért és Közösségfejlesztésért, illetve annak nevelési programját, a Palesztina Központot.Az Amerikai–Arab Diszkriminációellenes Bizottságban politikai elemzőként tevékenykedett. Izraeli és amerikai kettős állampolgár.

## Pályafutása
Munayyer a Marylandi Egyetemen szerezte meg doktori címét államigazgatásból és politikatudományból. A Massachusetts-Amherst Egyetemen politikatudományt és történelmet hallgatott, majd a Mount Holyoke Egyetemen nemzetközi kapcsolatok szakon végzett. Tudományos kutatásának témája a politikai elnyomás, valamint a külpolitika és a polgári szabadságjogok kereszteződése.

## Munkássága
Munayyer a palesztin jogok vezető szószólója, Palesztináról, Izraelről, a tágabb Közel-Keletről, valamint az arab és muzulmán amerikaiak polgári szabadságjogairól szóló munkáit széles körben publikálják.
Az Egyesült Államok minden jelentős napilapjában jelentek meg külső véleményt megformáló "op-ed" írásai, valamint számos hazai és nemzetközi tévé- és rádióadóhoz hívták meg a Közel-Kelet illetve Palesztina ügyeit megtárgyalni. Felszólalt számos politikai panelbeszélgetésen és vendégelőadóként gyakran tart előadásokat egyetemeken és főiskolákon.
A "100 legbefolyásosabb arab 40 alatt" 2015-ös listáján a 16. helyen szerepelt.
Folyékonyan beszél arabul és angolul.

## Magánélete
Nős, felesége palesztin, az Izrael által megszállt ciszjordániai Nabulusból. Massachusettsben találkoztak főiskolai éveik alatt, jelenleg Washington külvárosában élnek.

## Fordítás
Ez a szócikk részben vagy egészben  a   Yousef Munayyer című angol Wikipédia-szócikk ezen változatának fordításán alapul.  Az eredeti cikk szerkesztőit annak laptörténete sorolja fel. Ez a jelzés csupán a megfogalmazás eredetét és a szerzői jogokat jelzi, nem szolgál a cikkben szereplő információk forrásmegjelöléseként.